# Ron Fawcett
Ron Fawcett (* 6. Mai 1955) ist ein englischer Kletterer. Er gilt als einer der Väter des modernen Sportkletterns und war Erstbegeher zahlreicher schwerer Kletterrouten vor allem in seiner Heimat.
Er war in den 1970er und 1980er Jahren einer der weltbesten Kletterer. Zusammen mit Pete Livesey kletterte er im Klettergebiet Verdonschlucht viele der technischen Routen frei, d. h. ohne Haken als Griff oder zur Fortbewegung zu nutzen. Bekannt wurde er in Deutschland durch seine Teilnahme am Konsteiner Klettertreffen im Jahr 1981. Fawcetts bekannteste Erstbegehung ist wohl Master's Edge (E7 6b) am Millstone Edge im Peak District, eine mäßig gesicherte Route an einer markanten Kante. Fawcett bewältigte auch die längste Kletterei in Großbritannien, eine etwa 5000 Meter lange Querung am Stanage Edge im Peak District.
Er gewann im Jahr 2010 zusammen mit Ed Douglas den Boardman-Tasker-Preis mit seinem Buch Ron Fawcett, Rock Athlete.

## Erstbegehungen
- 1978: The Cad (E5, 6a), North Stack, Gogarth, Anglesey[4]
- 1979: Lord of the Flies (E6 6a), Dinas Cromlech, Snowdonia[5]
- 1980: Strawberries (E6 6b), Tremadog, Nordwales[1]
- Mai 1982: Tequila Mockingbird (E6 6b), Chee Tor, Derbyshire[6]
- 1982: The Prow (E6 6b), Raven’s Tor, mit Gill Fawcett, innerhalb von drei Tagen[7]
- Slip 'n' Slide (E6 6a), Crookrise, Yorkshire[8]
- 1983: Master's Edge (E7 6b), Millstone Edge. im Peak District.[9]

## Nachweise
1. 1 2  Heinz Zak: Rock Stars - Die weltbesten Freikletterer. Bergverlag Rother, München 1995, ISBN 3-7633-7040-4; S. 65 ff.
2. ↑  Stanage (BMC Guide), David Simmonite et al., 2002. ISBN 0903908425.
3. ↑  Boardmantasker homepage, boardmantasker.com. Abgerufen am 14. Dezember 2010.
4. ↑  www.ukclimbing.com
5. ↑  Lord of the Flies auf ukclimbing.com
6. ↑  Tequila Mockingbird auf ukclimbing.com
7. ↑  The Prow auf ukclimbing.com
8. ↑  Slip 'n' Slide auf www.ukclimbing.com.
9. ↑  Burbage, Millstone and Beyond (BMC, 2005), edited by David Simmonite and Niall Grimes

| Personendaten    | Personendaten             |
| ---------------- | ------------------------- |
| NAME             | Fawcett, Ron              |
| KURZBESCHREIBUNG | britischer Sportkletterer |
| GEBURTSDATUM     | 6. Mai 1955               |